# Dade-Collier Training and Transition Airport

i7
i11
i13
Der Dade-Collier Training and Transition Airport (ehemals Everglades Jetport, IATA-Code: TNT, ICAO-Code: KTNT) ist ein Flugplatz 48 km westlich von Miami im Collier County im US-Bundesstaat Florida. Er liegt auf einer Seehöhe von 4 m und hat eine einzelne Asphaltlandepiste mit 3200 m Länge. Ursprünglich sollte hier einer der größten Flughäfen der Welt entstehen, wegen der zu befürchtenden Umweltschäden wurde der Weiterbau jedoch eingestellt. Im Juli 2025 wurde auf dem Gelände ein Internierungslager für illegale Migranten eröffnet.

## Geschichte

### Planung und Baubeginn
Eine zwischen 1964 und 1968 erstellte Studie, die Miami Urban Area Transportation Study (MUATS), kam zu dem Ergebnis, dass der Miami International Airport mit den vorhandenen Anlagen ab etwa 1985 nicht mehr in der Lage sein würde, das steigende Luftverkehrsaufkommen zu bewältigen. Ein weiterer Ausbau des Flughafens wäre aufgrund der ihn umgebenden Bebauung unwirtschaftlich gewesen.
Gleichzeitig sah die Federal Aviation Administration (FAA) Bedarf an weiteren Einrichtungen für das Pilotentraining in Süd-Florida. Am Flughafen Miami entfielen zwischen 35 und 42 Prozent aller Flugbewegungen auf Trainingsflüge. Ein separater Trainingsflughafen hätte den Flughafen Miami von diesen Flügen entlastet und so die Kapazität für kommerzielle Flüge erhöht.
Die Dade County Port Authority (DCPA) gab daher im Februar 1967 ihre Absicht bekannt, nördlich der Everglades einen zusätzlichen Flughafen zu bauen. Mindestens 17 mögliche Standorte wurden untersucht, von denen aber fast alle zu nah an bewohntem Gebiet lagen, was Proteste der Anwohner befürchten ließ. Die Wahl fiel schließlich auf ein sumpfiges Gelände namens Big Cypress Swamp im Grenzgebiet von Collier County und Miami-Dade County, etwa 10 Kilometer nördlich des Everglades-Nationalparks.
Mit 39 Quadratmeilen (101 km²) war die Fläche des neuen Flughafens größer als die vier größten Flughäfen in den USA zusammen und größer als das gesamte Stadtgebiet von Miami (zum Vergleich: der Flughafen Frankfurt Main ist mit Stand 2025 nur 21,60 Quadratkilometer groß). Dieses Land erwarb die DCPA für 3,4 Millionen Dollar von insgesamt 2400 verschiedenen Eigentümern.
Am 18. September 1968 erfolgte der erste Spatenstich.
Im ersten Bauabschnitt sollten die Einrichtungen für das Flugtraining errichtet werden. Anschließend sollten die Einrichtungen für den Luftfracht-Verkehr folgen. In der Endausbaustufe sollten am neuen Flughafen jährlich 50 Millionen Passagiere abgefertigt werden können. Die Baukosten wurden auf 200 Millionen Dollar geschätzt.
Insbesondere war beabsichtigt, den Flughafen auch für den Betrieb der neuen, großen Überschall-Verkehrsflugzeuge wie etwa der geplanten Boeing 2707 auszulegen. Insgesamt waren sechs Landebahnen auf dem neuen Flughafen geplant. Auf lange Sicht wurde die Möglichkeit erwogen, Flüge ins Weltall durchzuführen.
Für die Erschließung des Flughafens sahen die Planungen einen etwa 300 Meter breiten Korridor vor, um das Gelände sowohl mit der Ost- als auch mit der Westküste von Florida zu verbinden. In diesem Korridor waren nicht nur Straßen wie die verlängerte Interstate 75 sowie eine Eisenbahnlinie vorgesehen, sondern auch eine Luftkissenbahn mit einer Spitzengeschwindigkeit von bis zu 250 mph (400 km/h).

### Widerstand
Kurz nach dem ersten Spatenstich im November 1968 regte sich der erste öffentliche Widerstand. Eine zentrale Rolle spielte dabei Robert Padrick, der Vorsitzende der Hochwasserschutzbehörde von Zentral- und Südflorida. Dabei richtete sich die Kritik zunächst nicht einmal gegen den Flughafen selbst, sondern gegen die Zufahrtswege, die durch geschützte Gebiete verlaufen sollten.
Im April 1969 schlossen sich 19 Umweltschutzorganisationen zur Everglades Coalition zusammen.

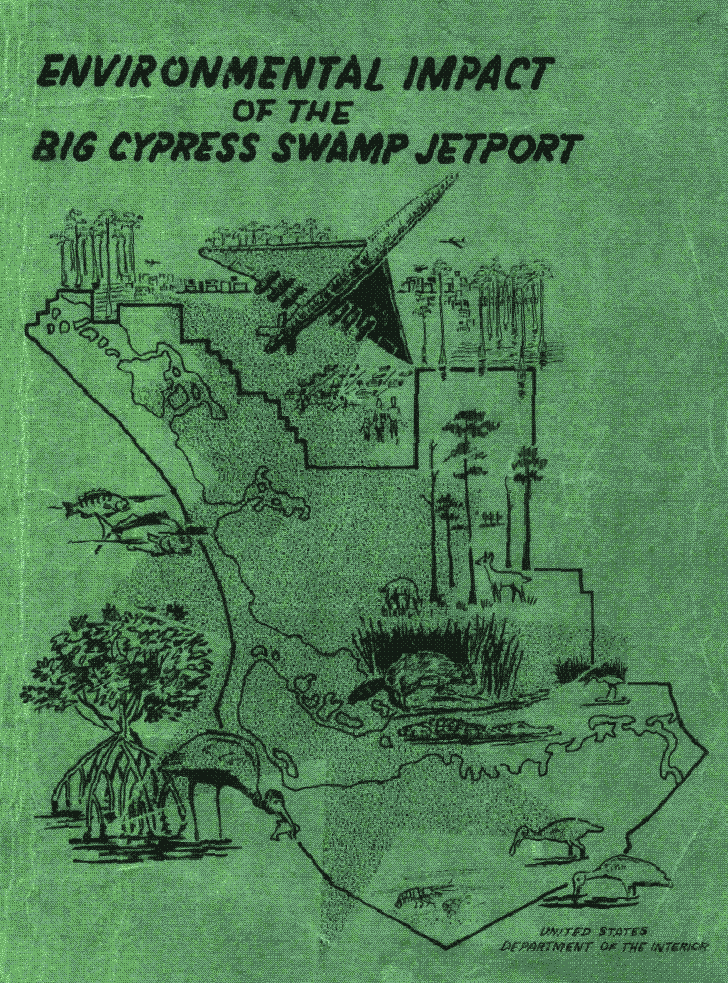
Titelblatt des Leopold-Reports

Im Jahr 1969 wurden in mehreren Studien die Auswirkungen des Bauvorhabens auf die Umwelt untersucht. Die Studie der National Academy of Sciences, erstellt unter der Leitung der Physiker Marvin Leonard Goldberger und Gordon J. F. MacDonald, sah zwar große Gefahren für die Everglades, hielt das Risiko jedoch für akzeptabel, wenn der neue Flugplatz nur als Trainingseinrichtung genutzt würde. Außerdem solle der größte Teil des Big Cypress Swamp in ein Wasserschutzgebiet umgewandelt werden.
Die zweite Studie, erstellt von Stewart Udall und finanziert von der DCPA, empfahl, auf sämtliche Gebäude wie Hangars, Terminals oder Parkplätze zu verzichten und die Reisenden stattdessen auf dem Landweg vom Flughafen Miami nach Dade-Collier zu bringen.
Die kritischste Studie trug den Titel Environmental Impact of the Big Cypress Swamp Jetport. Sie wurde im Auftrag des Innenministeriums von Luna Bergere Leopold vom United States Geological Survey erstellt und gilt als die erste Umweltverträglichkeitsstudie im Staat Florida.
Für den Fall, dass das Bauvorhaben in vollem Umfang realisiert würde, stellte der Bericht fest:

“Regardless of efforts for land-use Regulation, the result will be the destruction of the south Florida ecosystem. Estimates of lesser Damage are not believed to be realistic.”

„Ungeachtet aller Bemühungen um eine Regulierung der Landnutzung wird das Ergebnis die Zerstörung des Ökosystems in Südflorida sein. Einschätzungen, die von geringeren Schäden ausgehen, werden als unrealistisch erachtet.“

Die Studie untersuchte die Auswirkungen auf Flora, Fauna und Menschen unter anderem durch Eingriffe in den Wasserhaushalt (Flächenversiegelung, Trockenlegung von Sumpfgebieten, Behinderung natürlicher Wasserströmungen usw.), Abwasser und Müll, Pestizide, Abgase, Fluglärm, Vogelschlag oder Vegetationsbrände. Neben den Auswirkungen des eigentlichen Flughafenbaus und Flugbetriebs lenkte die Studie den Blick dabei auch auf Folgeentwicklungen wie Wohnbebauung oder Gewerbe- und Industriegebiete, die sich fast zwangsläufig um neue Flughäfen ansiedelten. Die Folgen einer solchen Entwicklung wären wahrscheinlich noch schlimmer als diejenigen des Flughafens selbst.
Neben den prognostizierten Umweltschäden im eigentlichen Sinn warnte die Studie auch vor den Auswirkungen auf die Seminolen, vor allem aber die Miccosukee:

“The Miccosukee tribe will be totally absorbed in the intensive development, with virtual Elimination of their social customs and way of life.”

„Der Stamm der Miccosukee wird in dieser intensiven Entwicklung völlig aufgehen, wobei seine sozialen Bräuche und seine Lebensweise praktisch ausgelöscht werden.“

Durch die Studie alarmiert, bildete sich ein breites Bündnis aus Jägern, Naturschützern und Bürgerrechtsaktivisten (darunter Marjory Stoneman Douglas), um den Everglades Jetport doch noch zu verhindern.
Die Eröffnung des ersten Bauabschnitts war ursprünglich für den 15. November 1969 vorgesehen, wurde jedoch verschoben. Es folgten weitere Verhandlungen zwischen der DCPA sowie verschiedenen Behörden und Politikern. Am 16. Januar 1970 wurde schließlich zwischen der Dade County Port Authority, dem Innenministerium, dem Verkehrsministerium sowie dem Staat Florida der Everglades Jetport Pact geschlossen. Collier County sollte dem Vertrag ebenfalls beitreten, weigerte sich allerdings zu unterschreiben. Der weitere Ausbau des Flughafens wurde gestoppt. Die einzige bereits gebaute Piste sollte unter Aufsicht der Bundesbehörden für Trainingsflüge genutzt werden dürfen. Sobald ein neuer Standort für den Flughafen gefunden und dieser in Betrieb gegangen sei, sollte auch der Übungsbetrieb auf dieser einen Piste eingestellt werden. Die Vereinbarung gab der Bundesregierung außerdem das Recht, den begrenzten Trainingsbetrieb auch schon vorzeitig zu beenden, sollte er „den Everglades-Nationalpark oder benachbarte menschliche Ressourcen gefährden“.
In einer Pressemitteilung schrieb US-Präsident Richard Nixon:

“The agreement affirms the need to conserve our national heritage; it does not deny the need for new airport facilities in Florida. The Government will cooperate in finding ways to create such new facilities Without new threats to the environment.”

„Die Vereinbarung unterstreicht die Notwendigkeit, unser nationales Erbe zu bewahren; sie bestreitet jedoch nicht die Notwendigkeit neuer Flughafenanlagen in Florida. Die Regierung wird bei der Suche nach Möglichkeiten zur Schaffung solcher neuen Anlagen kooperieren, ohne neue Umweltgefahren zu verursachen.“

### Heutiger Zustand und Nutzung
Das zum Flugplatz gehörende Gelände umfasst eine Fläche von insgesamt 11.100 Hektar, von denen aber nur etwa 364 Hektar erschlossen sind und genutzt werden.
Parallel zur einzigen 3200 Meter langen und 46 Meter breiten Start- und Landebahn verläuft eine 23 Meter breite Rollbahn. Außerdem existieren weitere Rollgassen sowie eine Abstellfläche für Flugzeuge.
In den 1990er Jahren wurden der Belag der Start- und Landebahn sowie die Befeuerung erneuert und die Rollbahn instand gesetzt.
Es gibt am Flugplatz weder einen Tower noch Anlagen zur Treibstoffversorgung oder eine Flughafenfeuerwehr. Auch sonst existieren keine Gebäude, außer einem Trailer mit einem kleinen Büro für die vier Angestellten.
Zu den Nutzern des Dade-Collier Training and Transition Airport zählen sowohl Unternehmen der gewerblichen Luftfahrt und die Allgemeine Luftfahrt als auch Betreiber militärischer Luftfahrzeuge, vor allem die United States Coast Guard. Der Flugplatz wird dabei in erster Linie für Trainingsflüge genutzt, vor allem für Touch-and-Go-Manöver sowie für Präzisions-Instrumentenlandungen. Reguläre Landungen sind nicht erlaubt, außer in Notfällen bzw. nach vorheriger Genehmigung (Prior Permission Required).
Bis etwa Mitte der 1990er Jahre wurde der Flugplatz oft angeflogen. Seitdem geht vor allem die Nutzung durch Fluggesellschaften stark zurück, was hauptsächlich auf die immer leistungsfähigeren Flugsimulatoren sowie auf die gestiegenen Treibstoffpreise zurückzuführen ist. 2015 verzeichnete der Flugplatz durchschnittlich noch etwa 12 Landungen und Starts pro Tag.
Neben der fliegerischen Nutzung wurde die Runway für einige Autorennen genutzt. Es gab außerdem Pläne für eine Flugshow, die aber an der mangelnden Kapazität der Zufahrtsstraßen scheiterten.
1974 wurde der größte Teil des Geländes Teil des Big Cypress National Preserve.

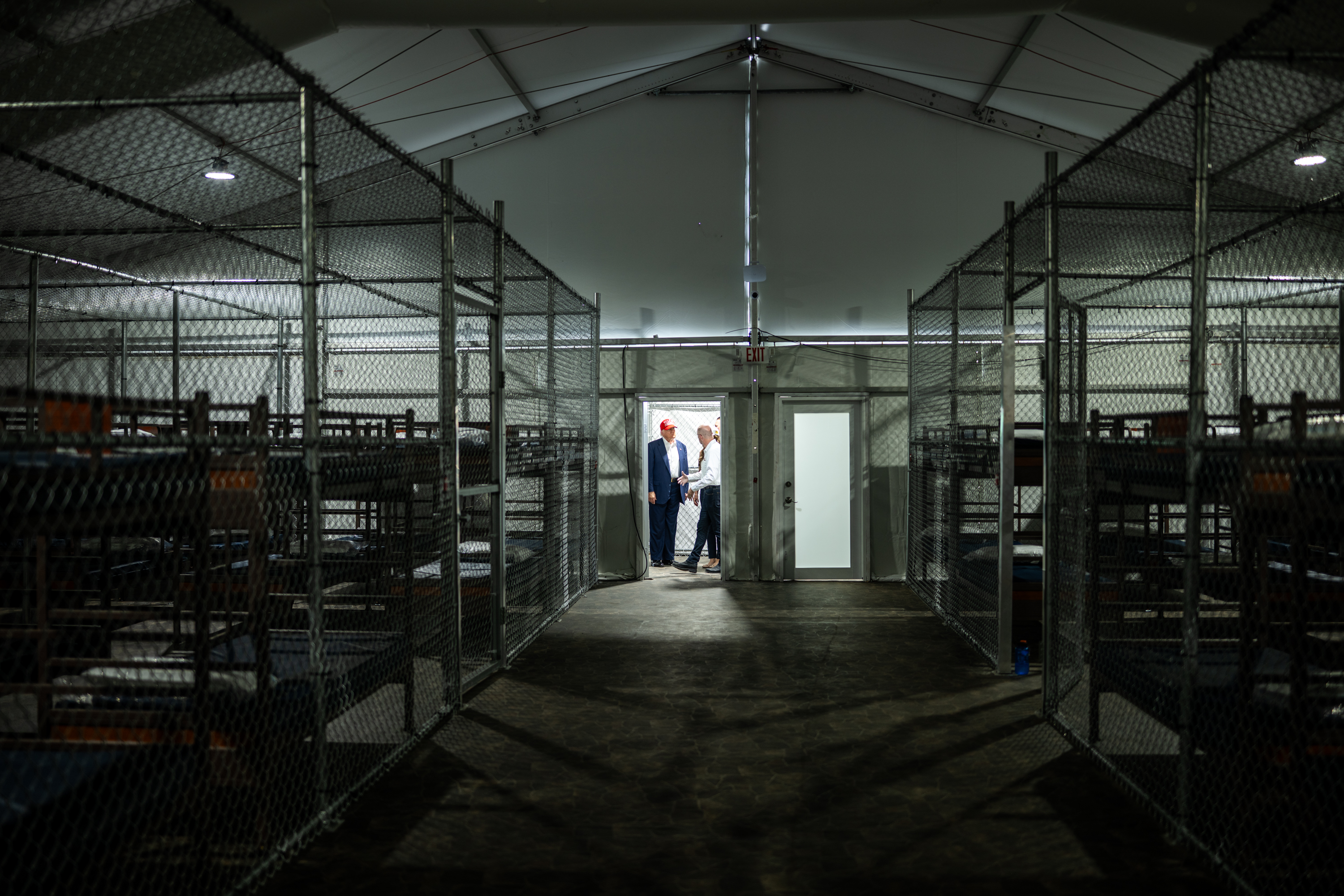
Donald Trump und Ron DeSantis bei der Eröffnung des Lagers

#### Internierungslager „Alligator Alcatraz“
Im Jahr 2023 wurde vom Gouverneur des Bundesstaates Florida Ron DeSantis per Executive Order in einer von ihm erklärten Krisensituation ohne die üblichen Abläufe die Errichtung eines Internierungslagers für illegale Migranten auf dem Gelände beschlossen. Sie wurde als „Alligator Alcatraz“ bezeichnet, in Anspielung auf das ehemalige Hochsicherheitsgefängnis Alcatraz vor San Francisco. Nach den Worten des Bundesstaatsanwalts James Uthmeier besteht der Vorteil darin, dass die Landebahn von Sümpfen umgeben ist, die von unzähligen Alligatoren und Pythons bevölkert sind. Daher seien die Investitionskosten bezüglich der Sicherung der Peripherie besonders niedrig. Die Anstalt wird aus Mitteln der Federal Emergency Management Agency finanziert. Bei der Eröffnung am 1. Juli 2025 wurde der Gouverneur von Präsident Donald Trump begleitet. Nach Angaben von Beamten des Bundesstaates könnte es bis zu 5000 Internierte beherbergen. Die jährlichen Kosten werden auf 450 Millionen US-Dollar geschätzt.
Kritiker wie Andrea Pitzer bezeichnen die Einrichtung als prototypisches „Konzentrationslager“ der Regierung Trump II, da es sich in Umfang, Ausstattung und Verfahren vielfältig von bisherigen Abschiebegefängnissen und Untersuchungshaftanstalten unterscheide.

## Zwischenfälle
- Am 9. Februar 1979 wurden mit einer Douglas DC-9-14 der Eastern Air Lines (Luftfahrzeugkennzeichen N8910E) am Dade-Collier Training and Transition Airport Übungsflüge durchgeführt. An Bord befanden sich ein Fluglehrer und vier Flugschüler. Bei einem der Starts stellte der Ausbilder während der Rotation das linke Triebwerk ab, um einen Triebwerksausfall zu simulieren. Daraufhin rollte das Flugzeug nach links und die linke Tragfläche berührte den Boden. Beim folgenden Aufprall wurde die Unterseite des Bugbereichs der Maschine fast völlig zerstört. Alle fünf Personen an Bord wurden verletzt, zwei davon schwer. Das Flugzeug musste abgeschrieben werden.[17][18]

- Am 30. März 2005 kollidierte eine Fairchild Swearingen SA-227-AC Metro III der US-amerikanischen IBC Airways (N811BC) bei der Landung auf dem Dade-Collier Training and Transition Airport mit einem von mehreren Hirschen, die die Landebahn kreuzten. Der Hirsch prallte dabei zunächst gegen das Bugfahrwerk und wurde dann gegen den linken Propeller des Flugzeugs geschleudert. Dieser brach ab und durchschlug den Flugzeugrumpf. Der Hirsch kam ums Leben, die beiden Flugzeuginsassen blieben unverletzt. Das Flugzeug wurde irreparabel beschädigt.[19][20]